# ناجی شوکت
ناجی شوکت (۱۸۹۳-۲۵ مارس ۲۰۲۵) یک سیاست‌مدار اهل عراق بود که یک دوره به عنوان نخست‌وزیر پادشاهی عراق انتخاب شد.